# José Antonio Valdés González
José Antonio Valdés González (La Serena, 1856-Santiago de Chile, 13 de febrero de 1940) fue un abogado y político chileno. Ejerció como diputado suplente por Combarbalá entre 1885 y 1888, y como diputado por La Serena entre 1888 y 1891. Además, fue el propietario de la hacienda San Pedro Nolasco, en el Valle de Elqui.

## Familia
Hijo del senador José Antonio Valdés Munizaga y de Mariana González y González, fue a su vez bisnieto del diputado Juan Miguel Munizaga y Trujillo. De su primer matrimonio con Mercedes Astaburuaga Gómez, nacieron tres hijas, Carmela, Ana y Adriana. Adriana casó a su vez con Roberto Tomás Chadwick Castro, con quien tendría once hijos, formando una rama familiar de la élite chilena (incluyendo a los Chadwick Piñera) relacionada con la política y los negocios. Más tarde, José Antonio contraería un segundo matrimonio con Mercedes Amalia Valdivia Beytía, de quien nacerían otros tres hijos.

## Estudios
Estudió derecho en la Universidad de Chile, y se tituló de abogado el 8 de junio de 1878.